# Grup d'Observadors Militars de les Nacions Unides per a l'Iran i l'Iraq
El Grup d'Observadors Militars de les Nacions Unides per a l'Iran i l'Iraq (també conegut com a UNIIMOG per les seves sigles en anglès) va ser una missió internacional de manteniment de la pau desplegada entre 1988 i 1991 per "verificar, confirmar i supervisar la cessació del foc i el retir de les forces" després de la guerra que van mantenir tots dos països.
L'UNIIMOG va ser establert formalment amb l'aprovació de la resolució 619 del Consell de Seguretat de les Nacions Unides del 9 d'agost de 1988. Prèviament, en la resolució 598 del 20 de juliol de 1987 (en la qual es va exigir un alto el foc a ambdues parts), el Consell de Seguretat ja havia sol·licitat al Secretari General el va enviar d'un grup d'observadors per supervisar l'alto el foc i la retirada de forces.
L'UNIIMOG va tenir desplegats 400 militars, els quals van estar recolzats per personal civil local i internacional de les Nacions Unides. La missió, que va durar d'agost de 1988 a febrer de 1991, només va tenir una baixa mortal. El
Representant Especial del Secretari General va ser Jan K. Eliasson de Suècia, mentre que els caps militars foren el general iugoslau Slavko Jovic (agost de 1988 - novembre de 1990) i el general de brigada S. Anam Khan de Bangladesh. Les tropes van ser subministrades per l'Argentina, Austràlia, Bangladesh, Dinamarca, Finlàndia, Ghana, Índia, Indonèsia, Irlanda, Itàlia, Iugoslàvia, Canadà, Kenya, Malàisia, Nova Zelanda, Nigèria, Àustria, Perú, Polònia, Zàmbia, Suècia, Senegal, Turquia, Hongria, i Uruguai.
En 1991, després de la retirada total de les forces iranianes i iraquianes a les fronteres reconegudes internacionalment, la missió militar multinacional es va donar per finalitzada romanent a Bagdad i a Teheran sengles oficines civils per a qüestions polítiques encara no resoltes. Aquestes oficines es van mantenir fins a 1992.